# Ramy Bensebaini
Amir Selmane Ramy Bensebaïni  (arabiska: أمير رامي بن سبعيني), född 16 april 1995 i Constantine, är en algerisk fotbollsspelare som spelar för Borussia Dortmund. Han representerar även det algeriska landslaget.

## Karriär
Den 5 juni 2023 värvades Bensebaini av Borussia Dortmund, där han skrev på ett fyraårskontrakt.